# ایسوزو سوپر کرویزر
ایسوزو سوپر کرویزر (Isuzu Super Cruiser) خودرویی است که در سال‌های ۱۹۸۶ تا ۱۹۹۶تولید شده‌است. 
این خودرو در کلاس اتوبوس قرار گرفته و است. سیستم جعبه‌دندهٔ آن ۶ دنده به صورت دستی است.

## نگارخانه

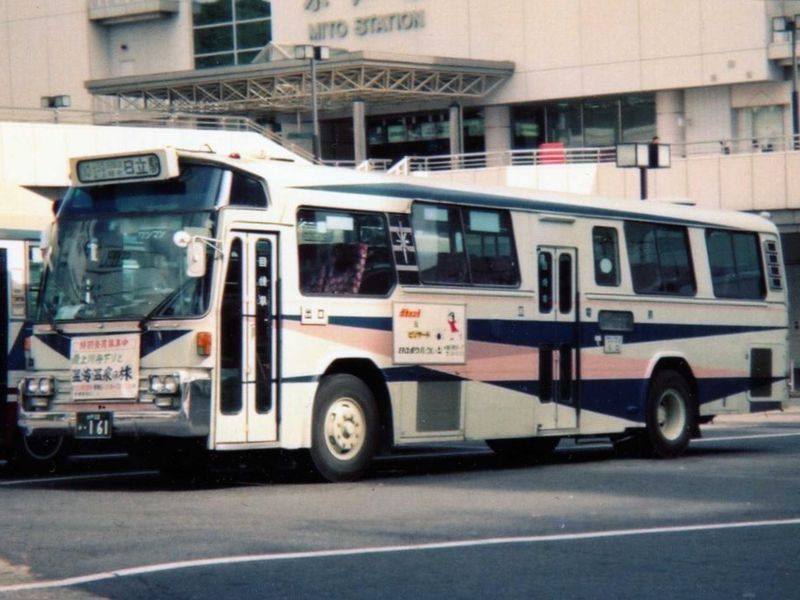
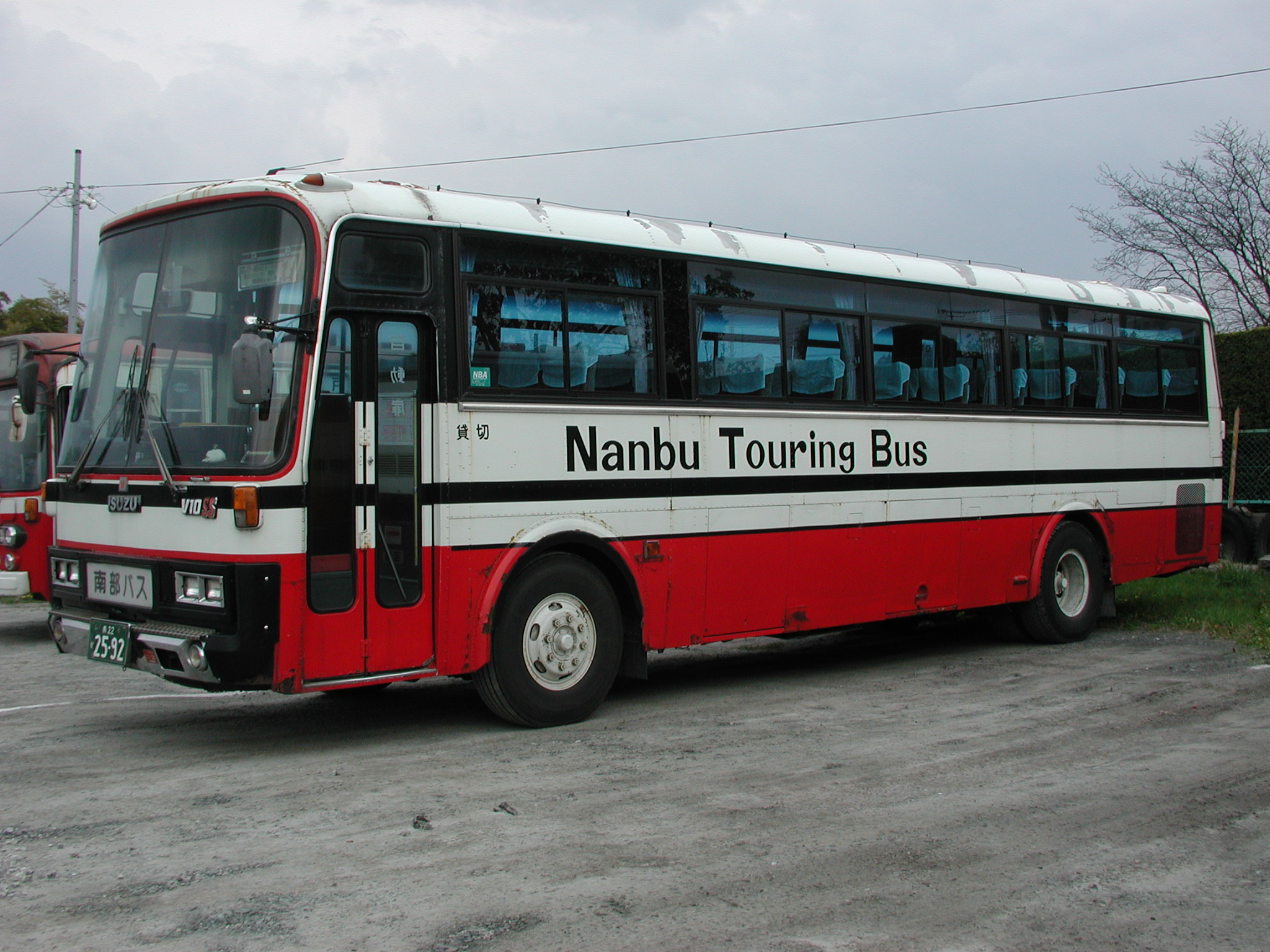
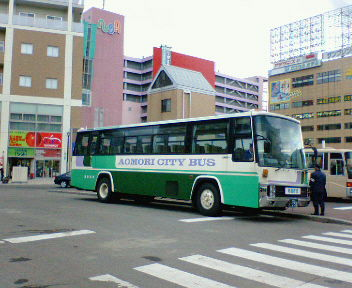